# 塔什萨依河
塔什萨依河，位于中国新疆巴音郭楞蒙古自治州若羌县与且末县界河，长100公里，流域面积4200平方公里。年均径流量达1.442亿立方米，输沙总量为217.4万吨。是塔里木盆地东南部的河流。
发源于阿尔金山脉的苏拉木塔格海拔5500米以上积雪带，源头积雪面积80余平方公里。
塔什萨依河引水枢纽工程布置在塔什萨依河口以下11km的下切河床与扩散河床交接处。设计灌溉面积10万亩，其中若羌县7万亩，且末县3万亩。
塔什萨依河一级水电站装机容量 6300 千瓦。项目总投资 5000 万元。 
塔什萨依河二级水电站：引水式无调节水电站，装机容量12000千瓦，投资5800万元。设计流量9.53 m3/s，年利用小时数3344h，多年平均发电量为4013万KW·h。静态投资为8136.59万元。
塔什萨依河三级水电站，由二级水电站尾水引水，主要建筑物由引水枢纽（引水渠、前池、进水闸、冲沙闸，排冰闸、拦冰栅、溢流堰、泄水渠）、压力引水管道、发电枢纽（厂房、升压站、尾水渠、节制闸、退水闸）和送出工程等组成。设计保证流量为1.09m3/s，电站保证出力为1238.8kW，当装机容量选择为9000 kW时，多年平均发电量为3116万kWh，年利用小时数为3462h。投资17854.57万元。建设单位为若羌阿尔金水电开发有限公司。